# 流体
流体（英語：fluid）就是在承受剪應力時將會發生連續變形的物体，包括气体和液体。流体沒有一定形狀，几乎可以任意改变形態，或者分裂。

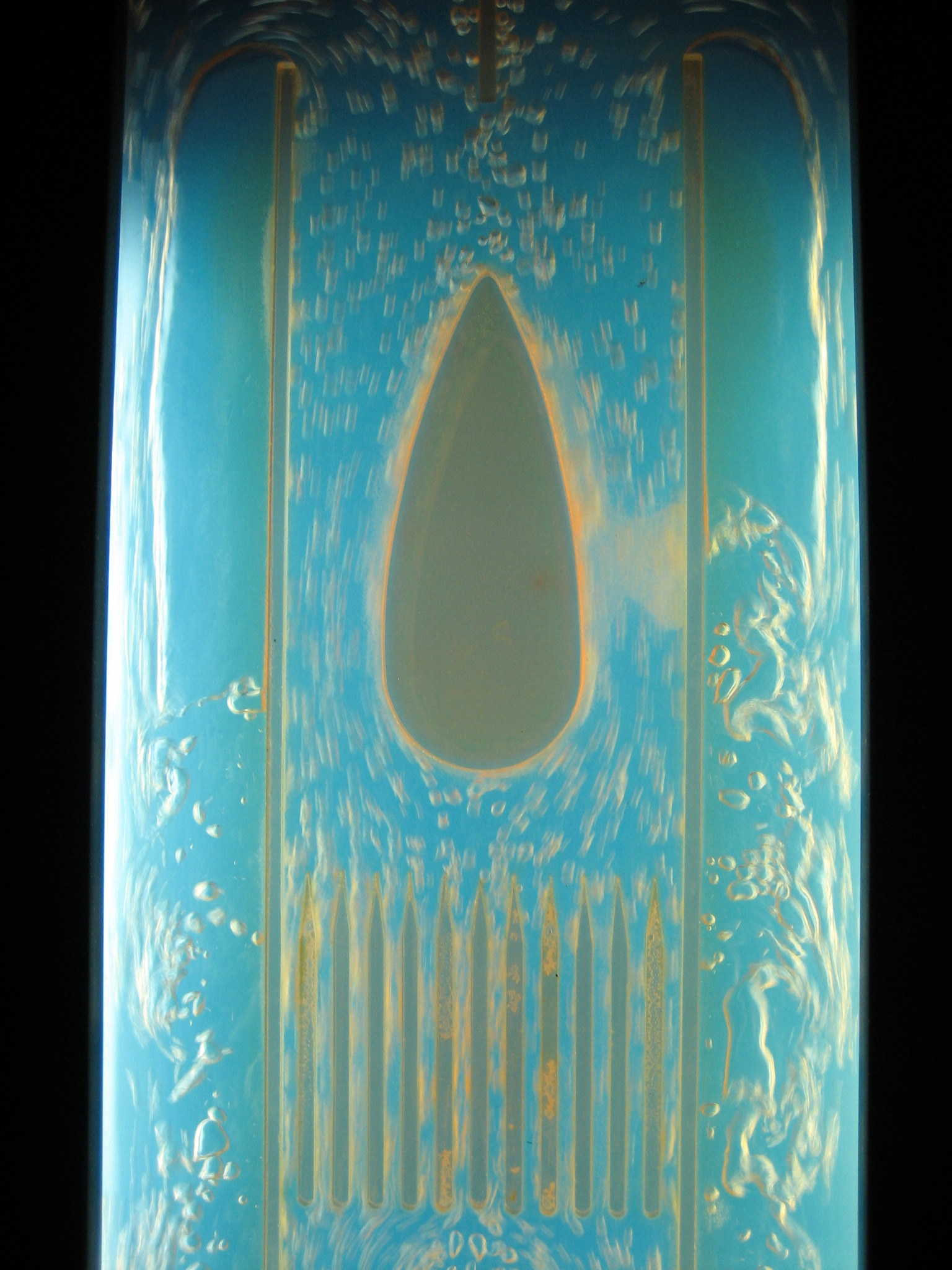
流线型与模拟的层流

## 性质
具有黏性的流體在發生變形時將產生阻力，而沒有黏性的流體則不會有任何阻力，度量流體黏性的物理量稱為流體的黏度。沒有黏性的流體又稱為超流體。
而流體的流動形式也有區分。倘流速很慢，流體會分層流動，互不混合，此乃層流。倘流速增加，越來越快，流體開始出波動性擺動，此情況稱之為流体处于過渡区，流型呈现层流或湍流，视情况而定。當流速繼續增加，達到流線不能清楚分辨，會出現很多漩渦，這便是湍流，又稱作亂流、擾流或紊流。

## 種類
流體大致可分作兩類：
- 液體：可以流動或擴散，但有一定體積。水是為例子。
- 氣體：可以擴散，其體積不受限制，沒有固定。例子有空氣。